# Brachidontes pharaonis
Brachidontes pharaonis (Fischer, 1870) è un mollusco bivalve marino appartenente alla famiglia Mytilidae. Si tratta di una specie originaria dell'oceano Indiano tropicale e del mar Rosso penetrata nel mar Mediterraneo con la migrazione lessepsiana e diventata molto comune e talvolta invasiva.

## Descrizione
La forma della conchiglia è simile a quella del comune mitilo mediterraneo sebbene le valve possiedano una forte variabilità morfologica. La conchiglia è solvata da numerose costolature radiali biforcute, più spesse nella parte posteriore.
Il colore del guscio è esternamente bruno scuro o nero e violaceo all'interno.

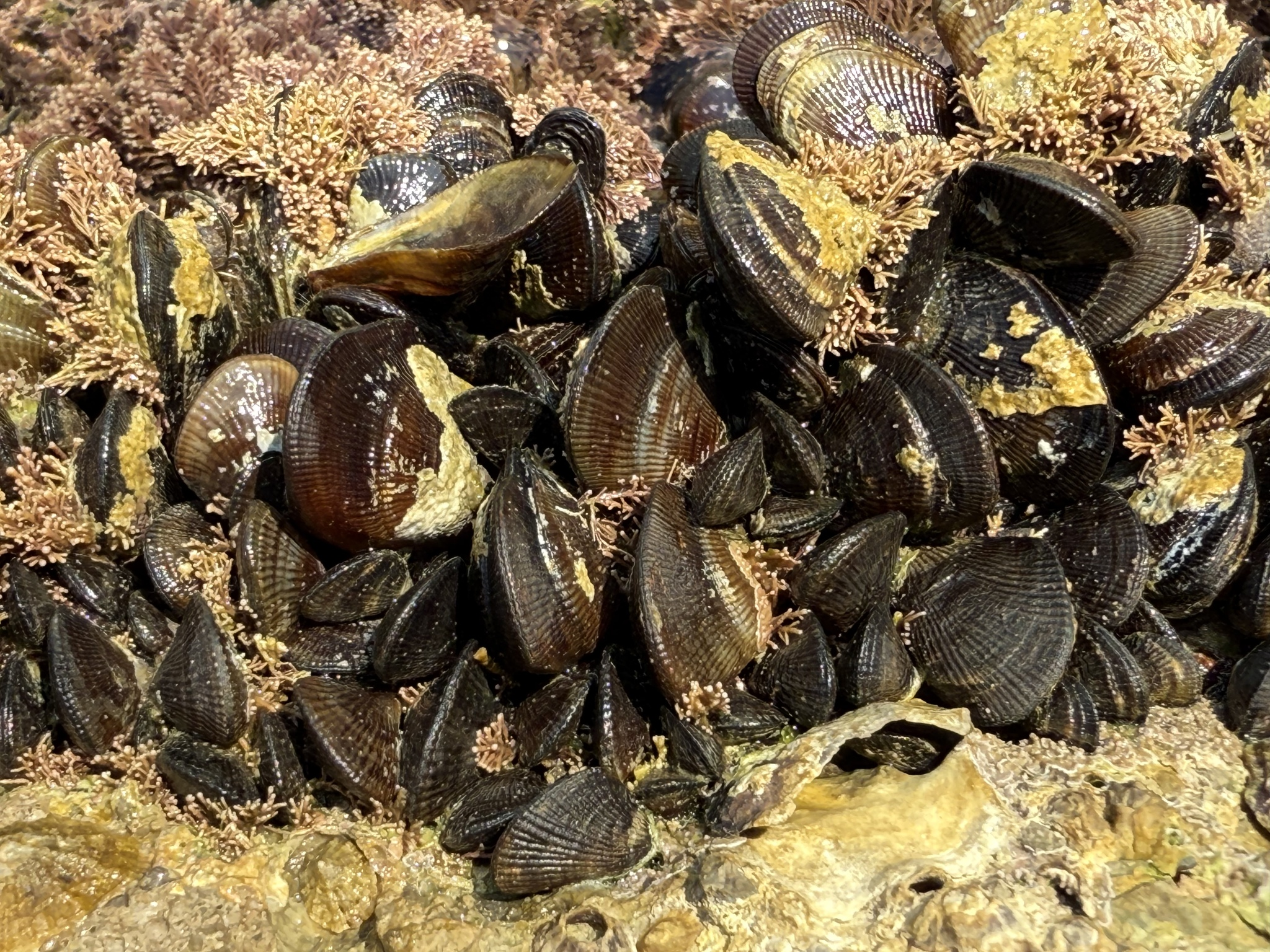
Denso popolamento di B. pharaonis a Creta

La taglia massima è di circa 4 cm.

## Distribuzione e habitat
L'areale naturale comprende l'oceano Indiano tropicale e il mar Rosso. Risulta fra le prime specie penetrate nel mar Mediterraneo con la migrazione lessepsiana già nel 1876; in questo bacino è comunissima è invasiva lungo le coste che vanno dall'Egitto al sud della Turchia e in Sicilia, altrove è meno comune o sporadica. Risulta segnalata fino al nord del mare Adriatico. Pare che le popolazioni più lontane dal Canale di Suez siano state disperse attraverso il traffico navale.
L'habitat è costituito dai fondi duri del piano mesolitorale o appena più profondi, può colonizzare anche fondali detritici. Preferisce zone poco battute dalle onde ma pare che possa tollerare valori relativamente alti di inquinamento da idrocarburi.

## Biologia
B. pharaonis è un animale sessile come la comune cozza, vale a dire che allo stadio di larva si fissa su un punto del substrato dove rimarrà tutta la vita. L'alimentazione avviene per filtrazione.